# Rödingen
Rödingen is een plaats in de Duitse gemeente Titz, deelstaat Noordrijn-Westfalen. Het dorp telde in 2006 1523 inwoners.

## Cultuur, erfgoed
- De rooms-katholieke Sint-Corneliuskerk is in 1856–1858 gebouwd naar een ontwerp van Johann Peter Cremer.
- Het LVR-Kulturhaus Landsynagoge Rödingen is een voormalige synagoge. In het voorhuis geeft een permanente expositie inzicht in het Joodse leven in het Rijnland.